# Lenggries
Lenggries är en kommun i Oberbayern i delstaten Bayern i Tyskland. Platsen är en vintersportort, och här har bland annat deltävlingar vid världscupen i alpin skidåkning samt världscupen i snowboard avgjorts.

### Fotnoter
1. ↑  Alle politisch selbständigen Gemeinden mit ausgewählten Merkmalen am 31.12.2018 (4. Quartal) (på tyska), Statistisches Bundesamt, läs online, läst: 10 mars 2019.[källa från Wikidata]
2. ↑  Alle politisch selbständigen Gemeinden mit ausgewählten Merkmalen am 31.12.2023, Statistisches Bundesamt, 28 oktober 2024, läs online, läst: 16 november 2024.[källa från Wikidata]
3. ↑  ”Alle politisch selbständigen Gemeinden mit ausgewählten Merkmalen am 31.03.2020” (Excel). Statistisches Bundesamt. 2020. https://www.destatis.de/DE/Themen/Laender-Regionen/Regionales/Gemeindeverzeichnis/Administrativ/Archiv/GVAuszugQ/AuszugGV1QAktuell.xlsx?__blob=publicationFile. Läst 4 februari 2021.
4. ↑  ”Kalender Lenggries - Snowboard”. Eurosport. januari 1997. Arkiverad från originalet den 22 februari 2014. https://web.archive.org/web/20140222215938/http://www.eurosport.se/snowboard/lenggries/1996-1997/calendar-result_gnd2.shtml. Läst 12 februari 2014.